# Савиньи-ле-Сек
Савиньи́-ле-Сек (фр. Savigny-le-Sec) — коммуна во Франции, находится в регионе Бургундия. Департамент коммуны — Кот-д’Ор. Входит в состав кантона Фонтен-ле-Дижон. Округ коммуны — Дижон.
Код INSEE коммуны — 21591.

## Население
Население коммуны на 2010 год составляло 807 человек.
| 1962 | 1968 | 1975 | 1982 | 1990 | 1999 | 2010 |
| ---- | ---- | ---- | ---- | ---- | ---- | ---- |
| 189  | 219  | 593  | 737  | 741  | 780  | 807  |

## Экономика
В 2010 году среди 528 человек трудоспособного возраста (15—64 лет) 370 были экономически активными, 158 — неактивными (показатель активности — 70,1 %, в 1999 году было 73,2 %). Из 370 активных жителей работали 356 человек (188 мужчин и 168 женщин), безработных было 14 (4 мужчины и 10 женщин). Среди 158 неактивных 46 человек были учениками или студентами, 88 — пенсионерами, 24 были неактивными по другим причинам.